# Walther Kahle
|  | Dieser Artikel wurde aufgrund von formalen oder inhaltlichen Mängeln in der Qualitätssicherung Biologie zur Verbesserung eingetragen. Dies geschieht, um die Qualität der Biologie-Artikel auf ein akzeptables Niveau zu bringen. Bitte hilf mit, diesen Artikel zu verbessern! Artikel, die nicht signifikant verbessert werden, können gegebenenfalls gelöscht werden. Lies dazu auch die näheren Informationen in den Mindestanforderungen an Biologie-Artikel. |

Walther Kahle (* 13. Januar 1879 in Nerchau, Kreis Grimma; † 24. August 1949 in Zwickau) war ein deutscher Fachautor für Zoologie.

## Leben
Kahle promovierte 1909 an der Universität Leipzig und war Studienrat in Dresden. Er bearbeitete mehrere Ausgaben von Brehms Tierleben.

## Werke
- Die Paedogenesis der Cecidomyiden. Stuttgart 1908
- Brehms Tierleben. Kleine Ausgabe für Volk und Schule. 4 Bände, Leipzig 1913–1919. Ergänzungsband von Walter Rammner, 1934.
- Der kleine Brehm. Das gesamte Tierreich in allgemeinverständlicher Darstellung. Ausgewählte Tiertypen aus der zweiten Auflage des Hauptwerks „Brehms Tierleben“ neubearbeitet. Berlin 1924
- Wildtiere. Auswahlausgabe. Leipzig 1924
- Der Vogelbrehm. Leipzig 1927